# シュテファン・シュレック
シュテファン・マルクス・カビサレス・シュレック（ドイツ語: Stephan Markus Cabizares Schröck, 1986年8月21日 - ）はドイツとフィリピンをその出自に持つプロサッカー選手である。セレス・ネグロスFCに所属している。また、サッカーフィリピン代表にも選出されており、ユース年代ではドイツ代表に選出されていた。ポジションはディフェンダー（右サイドバック）、ミッドフィールダー。愛称はシュレッキ。

## 経歴

### クラブ

#### SpVggグロイター・フュルト
2001年にグロイター・フュルトのジュニアチームでプレーを開始し、2004-05シーズンにトップチームに昇格した。2008年4月、シュレックはグロイター・フュルトと2年間の契約延長で合意した。2年後の2010年3月、シュレックは再度2年間の契約延長でグロイター・フュルトと合意した。現状よりも条件の良いオファーが5つ来たと彼は明かしたが、シュレックはクラブが常日頃から彼に示してくれるものに報いる形で残留を選択した。シュレックもクラブがドイツ・ブンデスリーガに昇格することを望んでおり、契約が切れるまでにこの目標が達成されると信じていた。彼とクラブの契約最終年となった2011-12シーズン、彼はクラブのブンデスリーガ2部優勝と1部昇格の達成に貢献した。

#### TSG1899ホッフェンハイム
2012年3月下旬、シュレックはドイツ・ブンデスリーガに所属していたTSG1899ホッフェンハイムと3年契約を結んだ。彼はアイントラハト・フランクフルト戦で74分から出場しブンデスリーガ1部デビューを果たしたが、チームは0-4で敗れた。シュレックは2013年3月3日に行われたリーグ首位に立つバイエルン・ミュンヘンの対戦でスターティングメンバーとして出場、見事なシュートを放ったものの相手のGKシュターケにセーブされた。

#### アイントラハト・フランクフルト
2013年6月、アイントラハト・フランクフルトへ移籍。

#### SpVggグロイター・フュルト復帰
2014年7月、古巣SpVggグロイター・フュルトと4年契約を締結。

#### セレス・ネグロスFC
2016年1月14日、フィリピン・セレス・ネグロスFCへレンタル移籍。

### 代表
シュレックはドイツ人の父とフィリピン人の母を持つため、サッカードイツ代表とサッカーフィリピン代表どちらを選択することもできた。彼はユース年代ではドイツ代表を選択し、U-18、U-19、U-20のドイツ代表に選出された。
以前のFIFAの規則によれば、シュレックは21歳の誕生日までフィリピン代表を選択することができたが彼はその選択を行わず、また代表に選出されることもなかった。2008年10月上旬、フィリピンサッカー連盟は2008 AFFスズキカップの予選で彼を初めて招集した。しかし、彼は既に21歳を過ぎていたため招集が不可能であった。その後FIFAは2009年6月上旬に国籍を変更する選手に関する年齢制限を撤廃したため、彼は再びフィリピン代表としてプレーすることが可能になった。2010年7月、シュレックは2010 AFFスズキカップ予選のサッカーラオス代表戦においてサッカーフィリピン代表に初招集されたが、申請手続きが間に合わず最終的に彼は代表のメンバーリストから漏れることとなった。
申請手続きが完了した2011年3月、シュレックは2014 FIFAワールドカップ・アジア予選1次予選に出場可能となった。その後彼は2011年6月29日に行われた1次予選のスリランカ代表戦においてフィリピン代表デビューを果たして90分フル出場したが、チームは1-1の引き分けに終わり、彼自身もイエローカードを受けた。1次予選第2戦は2011年7月3日に行われ、シュレックは90フル出場、チームも4-0で勝利した。しかし、彼はこの試合でも警告を受けたため、チームキャプテンのアレクサンダー・ボロメーオとともに2次予選第1戦のクウェート戦には出場できなくなってしまった。フィリピンサッカー連盟は彼の警告を取り消すようFIFAにアピールしたが失敗に終わった。
シュレック不在の中行われた2次予選第1戦、フィリピン代表はクウェート代表に0-3で敗れた。彼は第2戦での逆転を信じ、クラブの制止を振り切って第2戦の招集に応じ、フィリピン代表に加わった。彼は前半のアディショナルタイムに約23mのミドルシュートを決めてフィリピン代表の先制に貢献したが、その後逆転されて1-2で敗れた。
シュレックは2013年3月に行われたAFCチャレンジカップ2014予選のカンボジア戦でミドルシュートを決めて代表2ゴール目を記録した。また、試合もフィリピン代表が8-0で勝利した。
AFCアジアカップ2019ではキルギス戦でフィリピン代表のAFCアジアカップ本大会における史上初得点を記録した。

### 代表戦のゴール
フィリピン代表で挙げたゴールの一覧。
| #  | 日時           | 場所     | スタジアム                       | 対戦相手       | スコア | 結果 | 大会                                   |
| -- | -------------- | -------- | -------------------------------- | -------------- | ------ | ---- | -------------------------------------- |
| 1. | 2011年7月28日  | マニラ   | リサール・メモリアル・スタジアム | クウェート     | 1-0    | 1-2  | 2014 FIFAワールドカップ・アジア予選    |
| 2. | 2013年3月24日  | マニラ   | リサール・メモリアル・スタジアム | カンボジア     | 5-0    | 8-0  | AFCチャレンジカップ2014 (予選)         |
| 3. | 2013年10月15日 | バコロド | パナード・スタジアム             | パキスタン     | 3-1    | 3-1  | フィリピンピースカップ2013             |
| 4. | 2015年9月8日   | ボカウー | フィリピン・スポーツ・スタジアム | ウズベキスタン | 1-4    | 1-5  | 2018 FIFAワールドカップ・アジア2次予選 |
| 5. | 2019年1月16日  | ドバイ   | アール・ラーシド・スタジアム     | キルギス       | 1-3    | 1-3  | AFCアジアカップ2019                    |

## タイトル
SpVggグロイター・フュルト
- 2. ブンデスリーガ : 2011-12

## プライベート
2011年5月28日、シュレックはドイツで幼馴染のピナと結婚式を挙げた。